# Изенгард фон Мюнценберг
Изенгард фон Мюнценберг (на немски: Isengard von Munzenberg; * ок. 1205; † сл. 1270) е благородничка от Мюнценберг и чрез женитба господарка на Фалкенщайн и Боланден.

## Биография
Тя е най-голямата дъщеря-наследничка на Улрих I фон Хаген-Мюнценберг († 1240), господар на Мюнценберг, и съпругата му Аделхайд фон Цигенхайн († 1226), дъщеря на граф Рудолф II фон Цигенхайн и Мехтхилд от Графство Нида. Нейните братя са Куно III († 1244) и Улрих II фон Хаген-Мюнценберг († 1255).
Изенгард фон Мюнценберг се омъжва пр. 1237 г. за Филип I фон Боланден-Фалкеншайн († 1271), син на Вернер III фон Боланден († 1221) и Агнес фон Изенбург-Браунсберг, дъщеря на Бруно фон Изенбург-Браунсберг и графиня Теодора фон Вид.
През 1255/1258 г. чрез нея съпругът ѝ Филип I наследява замък Кьонигщайн и една шеста от наследството на Хаген-Мюнценберг.

## Деца
Изенгард и Филип I имат децата:
- Юта (Гуда) фон Фалкенщайн († 24 февруари 1290), омъжена I. за Конрад шенк фон Клингенберг († сл. 1250), II. сл. 1250 г. за минизингер Конрад II фон Бикенбах-Клингенберг (1245 – 1272)
- Аделхайд фон Фалкенщайн (* пр. 1237; † сл. 1237)
- Вернер I фон Фалкенщайн († 1298/1300), господар на Мюнценберг и Фалкенщайн
- Филип II фон Фалкенщайн († 1293), господар на Мюнценберг
- Лукард фон Фалкенщайн (* пр. 1276; † 1 февруари 1302), абатиса на Ветер (1276 – 1302)